# Kannel
Le kannel (prononcé [ˈkɑnːel] en estonien) est un instrument à cordes pincées traditionnel d'Estonie.

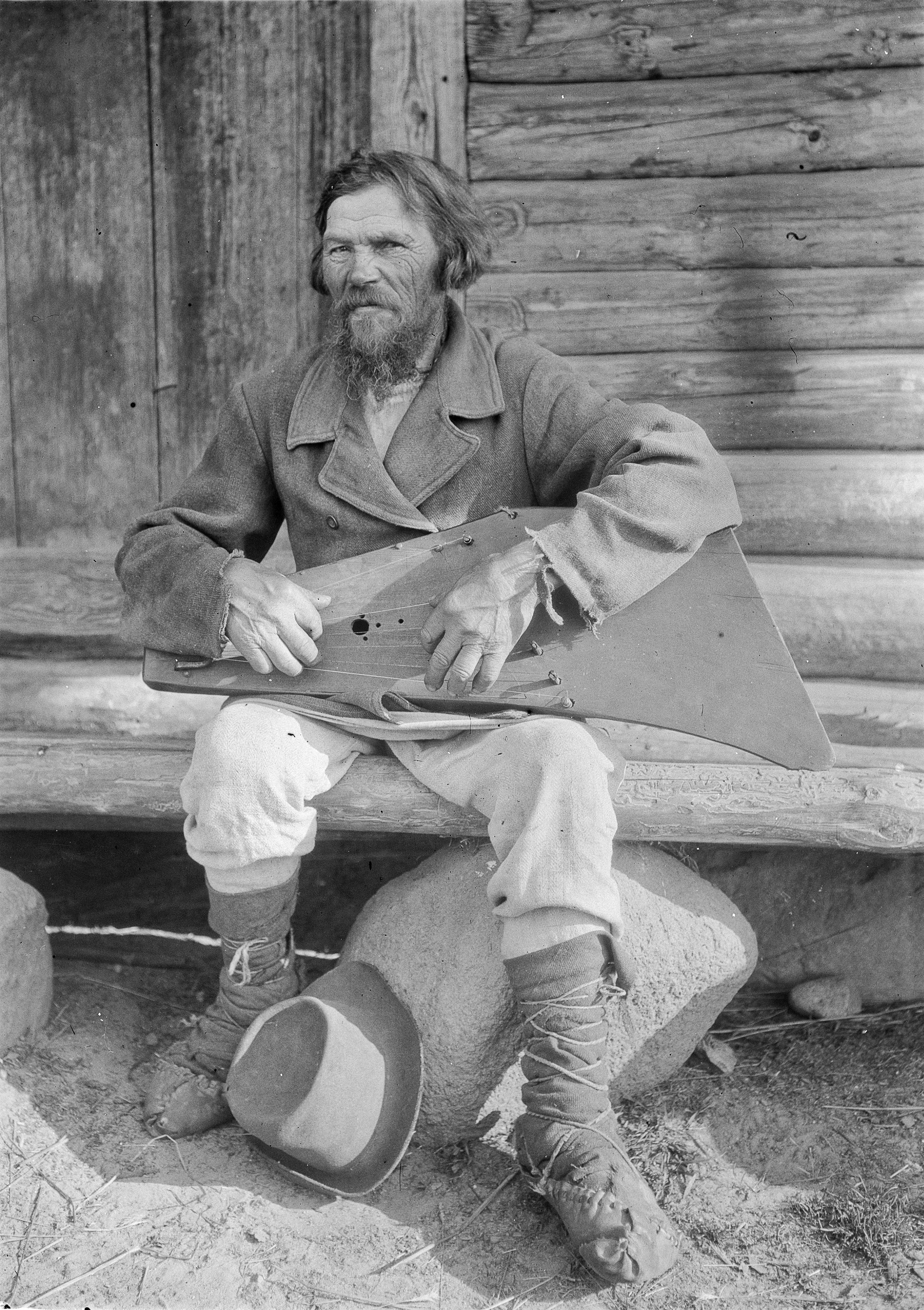
Joueur de kannel à Järvepää (Setomaa), vers 1912.

## Étymologie
Le nom de l'instrument, selon le linguiste finlandais Eino Nieminen, à l'instar de celui de la plupart des instruments voisins (kantele finlandais, kanklės lituanien, kokle (en) letton, entre autres), serait issu de la forme proto-balte *kantlīs/*kantlēs qui signifie à l'origine « l'arbre chantant », dérivant finalement de la racine proto-européenne *qan- – « chanter, son ». Une autre origine évoquée, soutenue notamment par l'ethnologue lituanien Romualdas Apanavičius, considère que l'étymologie possible de la forme originale hypothétique pourrait être liée à la racine proto-européenne *gan(dh)- qui signifie « un navire ; le manche (d'une épée) », la reliant également au nom russe gusli,.

## Histoire
Le kannel est apparenté à la cithare, au psaltérion. Des instruments proches existent dans plusieurs régions voisines, à l'image du kantele finlandais, du kanklės lituanien, du kokle (en) letton, du kusle (en) maris, ou du gousli russe.
Les premiers instruments, à cinq, six ou sept cordes, avaient un corps trapézoïdal fait d'un rondin évidé recouvert d'une table d'harmonie. Ce type de kannel pouvait être joué en pinçant les cordes pour la mélodie ou en grattant des accords (pratique spécifique à la région des Setos). Dans ce dernier cas, toutes les cordes inutiles étaient étouffées avec les doigts.
Au XIXe siècle apparaît un nouveau type de kannel (parfois appelé « simmel »), à 15 cordes mélodiques ou plus avec ajout de trois cordes basses, puis, au XXe siècle, avec des cordes d'accompagnement spéciales, accordées en accord. L'instrument peut être joué de deux manières, avec une main grattant les accords tandis que l'autre étouffe les cordes non jouées, ou en jouant la mélodie avec une main et l'accompagnement avec l'autre, à la façon d'une harpe.
Au XXe siècle, à compter d'un concours de lutherie organisé en 1945 en Estonie remporté par Väino Maala, se développe également un kannel de concert chromatique comprenant une cinquantaine de cordes et une étendue couvrant environ quatre octaves. L'instrument possède une note pour chaque corde (d'autres variétés ayant un système mécanique diatonique similaire à celui de la harpe pour changer la hauteur des notes).
Depuis 2002, le kannel chromatique estonien est enseigné à l’Académie estonienne de musique et de théâtre.

## Répertoire et interprètes
Outre son emploi en musique traditionnelle estonienne, le kannel intéresse aujourd'hui des compositeurs de musique contemporaine, comme la compositrice Helena Tulve.
Parmi les interprètes notables de l'instrument, figurent Kristi Mühling (en), Mari Kalkun ou Anna-Liisa Eller.

## Discographie
- Strings Attached : the Voice of Kannel, Anna-Liisa Eller (kannel), Harmonia Mundi HMN 916110, 2021[6].